# إيفيلين موريسون
إيفيلين موريسون (بالإنجليزية: Evelyn Morrison)‏ (1850 باسكتلندا في المملكة المتحدة - ) هو مدرب كرة قدم ولاعب كرة قدم اسكتلندي في مركز الهجوم. لعب مع نادي فالكيرك.